# Our Friend/アワー・フレンド
『Our Friend/アワー・フレンド』（原題:Our Friend）は、2019年のアメリカ合衆国のドラマ映画。監督はガブリエラ・カウパースウェイト、出演はジェイソン・シーゲル、ケイシー・アフレック、ダコタ・ジョンソンなど。2015年に雑誌『エスクァイア』に掲載された記事『The Friend: Love Is Not a Big Enough Word』を原作としている。

## ストーリー
マシュー・ティーグは妻（ニコル）や娘2人と幸せな生活を送っていた。しかし、ある日を境に事態は一変してしまう。ニコルが末期がんとの診断を受けたのである。それからというもの、マシューは妻の看病と娘の子育てに追われる日々を送ることになった。そんなマシューに救いの手を差し伸べたのは、学生の頃のからの親友、デイン・フォシューであった。デインはティーグ家に住み込み、一家の生活をサポートすると申し出てくれたのである。
このとき、マシューたちはニコルがそう長くは生きられないと思っていた。ところが、ニコルは2年もの長きにわたって生きることができたのである。その間、デインはあらゆるものを犠牲にしてティーグ一家を支え続けた。本作はこの驚くべき実話の顛末を描き出していく。

## キャスト
- デイン・フォシュー：ジェイソン・シーゲル
- マシュー・ティーグ：ケイシー・アフレック
- ニコル・ティーグ：ダコタ・ジョンソン
- アーロン：ジェイク・オーウェン
- テレサ：グウェンドリン・クリスティー
- プルエット：チェリー・ジョーンズ
- シャーロット：デニー・ベントン
- モリー：イザベラ・ケイ・ライス
- イーヴィー：ヴァイオレット・マッグロウ
- カット：マリエル・スコット
- ゲイル：アーナ・オライリー
- エリザベス：アジタ・ガニザーダ

## 製作
2019年1月30日、ガブリエラ・カウパースウェイト監督の新作映画『The Friend』にケイシー・アフレック、ダコタ・ジョンソン、ジェイソン・シーゲルが出演することになったと報じられた。2月19日、本作の主要撮影がアラバマ州で始まった。21日、グウェンドリン・クリスティー、ジェイク・オーウェン、デニー・ベントン、マリエル・スコット、イザベラ・ケイ・ライス、アーナ・オライリー、ヴァイオレット・マッグロウがキャスト入りした。8月20日、ロブ・シモンセンが本作で使用される楽曲を手がけるとの報道があった。

## マーケティング・興行収入
2019年9月6日、本作は第44回トロント国際映画祭でプレミア上映された。11月16日、AFIフェストで本作の上映が行われた。2020年1月23日、ロードサイド・アトラクションズとグラヴィタス・ベンチャーズが本作の全米配給権を獲得したと報じられた。11月23日、本作のオフィシャル・トレイラーが公開されたが、その際、タイトルが『The Friend』から『Our Friend』に変更された。2021年1月22日、本作は全米543館で封切られ、公開初週末に24万160ドルを稼ぎ出し、週末興行収入ランキング初登場9位となった。

## 評価
本作は批評家から高く評価されている。映画批評集積サイトのRotten Tomatoesには112件のレビューがあり、批評家支持率は85%、平均点は10点満点で7.3点となっている。サイト側による批評家の見解の要約は「『Our Friend/アワー・フレンド』が実話をドラマ化する際に採用したアプローチは時折観客を苛立たせるものだが、その欠点は主演3人―特に、ジェイソン・シーゲルの演技が見事である―の好演によって相殺されている。」となっている。また、Metacriticには20件のレビューがあり、加重平均値は57/100となっている。